# M2M (музичний колектив)
M2M — колишній норвезький поп-дует, до складу якого входили Маріт Ларсен та Меріон Райвен. Дівчата були подругами з п'яти років і утворили музичний дует, коли їм було вісім. Вони випустили дитячий альбом в 1996 році, коли Ларсен було 12 років, а Райвен 11 під ім'ям «Маріон та Маріт». Альбом був номінований на премію Spellemannprisen, і група змінила свою назву на M2M після підписання контракту з Atlantic Records в 1998 році. M2M часто хвалили за те, що вони самостійно писали більшу частину своїх пісень і власноруч грали на інструментах.
Їх дебютний сингл «Do not Say You Love Me» (1999) здобув комерційний успіх і залишився їх найбільшим хітом. Дебютний альбом «Shades of Purple» (2000), був критично оцінений і проданий більш ніж 1,5 мільйона одиниць в усьому світі. Попри визнання критиків, другий альбом групи «The Big Room» (2002) не так добре був схвалений в комерційному плані, і дует розпався. Учасниці групи продовжили сольну кар'єру. Найбільший альбом хітів «The Day You Went Away: The Best of M2M» (2003) вийшов після розпаду M2M.

## Кар'єра
Маріт Ларсен і Меріон Райвен родом з Леренскурга, неподалік від Осло. Вони познайомилися на дитячому майданчику, коли їм було п'ять років, і стали кращими подругами. Виявивши, що у них були схожі інтереси в музиці, вони почали співати разом. Дівчата сформували музичний дует, коли їм було вісім, назвавши його «Hubba Bubba» на честь їх улюбленої жувальної гумки. У той час Меріон вчилася грати на фортепіано, а Ларсен на гітарі. Вони також знімалися разом у професійних музичних постановках, таких як «Annie» та «The Sound of Music»[джерело?]. Коли Ларсен було 12 років, а Райвен 11 під ім'ям «Маріон та Маріт» вони випустили свій перший альбом. Він був номінований на премію Spellemannprisen. Після виходу альбому вони почали писати свої власні поп-пісні і відправляти демозаписи; одна з демоверсій потрапила на Atlantic Records, і в 1998 році вони підписали всесвітній контракт. Після того, як їм було запропоновано контракт, вони вирішили скоротити свою назву до M&M, хоча потім дізналися, що в Сполучених Штатах таку назву носять шоколадні цукерки. Після вони провели конкурс для фанатів, щоб придумати назву для групи, і одна дівчина запропонувала M2M.

### «Do not Say You Love Me» та «Shades of Purple»
Як групи M2M першим синглом дівчат став трек «Do not Say You Love Me». Його показали в завершальних титрах фільму Pokémon: The First Movie і був обраний як головний  сингл із саундтреків до фільму, що вийшов 26 жовтня 1999 року. Сингл посів 2 сходинку в чарті Норвегії та 4 в Австралії та Новій Зеландії. Крім того, отримав золоту сертифікацію як в Австралії, так і в Америці, був номінований на кращу пісню року на преміях Spellemannprisen 2000 року. У листопаді 1999 року M2M виконали пісню в епізоді «Band on the Run» телесеріалу «Один світ». Дует випустив свій дебютний альбом «Shades of Purple» на початку 2000 року. Він був добре прийнятий критично і досяг 7 місця в чарті Норвегії, 89 в Billboard 200 та 1 в Top Heatseekerschart. Другий сингл з альбому «Mirror Mirror» отримав золоту сертифікацію в Сполучених Штатах. Третій «Everything You Do», досяг 21 місця в чарті США Hot Dance Singles Sales.
Протягом 2000 року M2M з'являлися в епізодах All That, Top of the Pops, Say What?, Караоке та MTV Гаряча зона. 12 лютого 2000 року група виступила в прямому ефірі в парку Epcot Walt Disney World. Їх виконання було записано і з'явилося в епізоді «Disney Channel in Concert» 29 квітня, в якому основна увага була приділена як M2M, так і BBMak. Після запису Діснея вони планували провести серію концертів в середніх школах по всій Америці. На початку квітня 2000 року дівчатам довелося скасувати свою поїздку до середньої школи в Арлінгтон-Хайтс, штат Іллінойс, оскільки вони повинні були повернутися до Норвегії, щоб виконати зобов'язання щодо шкільної освіти. У червні 2000 року М2М були названі «Відкриттям року» Сінгапурською радіоасоціацією. У вересні того ж року вони гастролювали по Сполучених Штатах з Hanson. Попри те, що до вересня 2000 було продано більше 1 мільйона копій альбому «Shades of Purple» і більш 1,5 мільйона копій синглів, M2M як і раніше були ризиком для їх інвесторів, які в той час тільки наближалися до відновлення початкового внеску, який вони зробили для просування дуету. На початку 2001 року дует був представлений в телевізійних концертах Atlantic Records «Teensation», які були призначені для просування «висхідних зірок». Концерти були зняті в Hard Rock Live у Флориді і транслювалися по Music Choice.

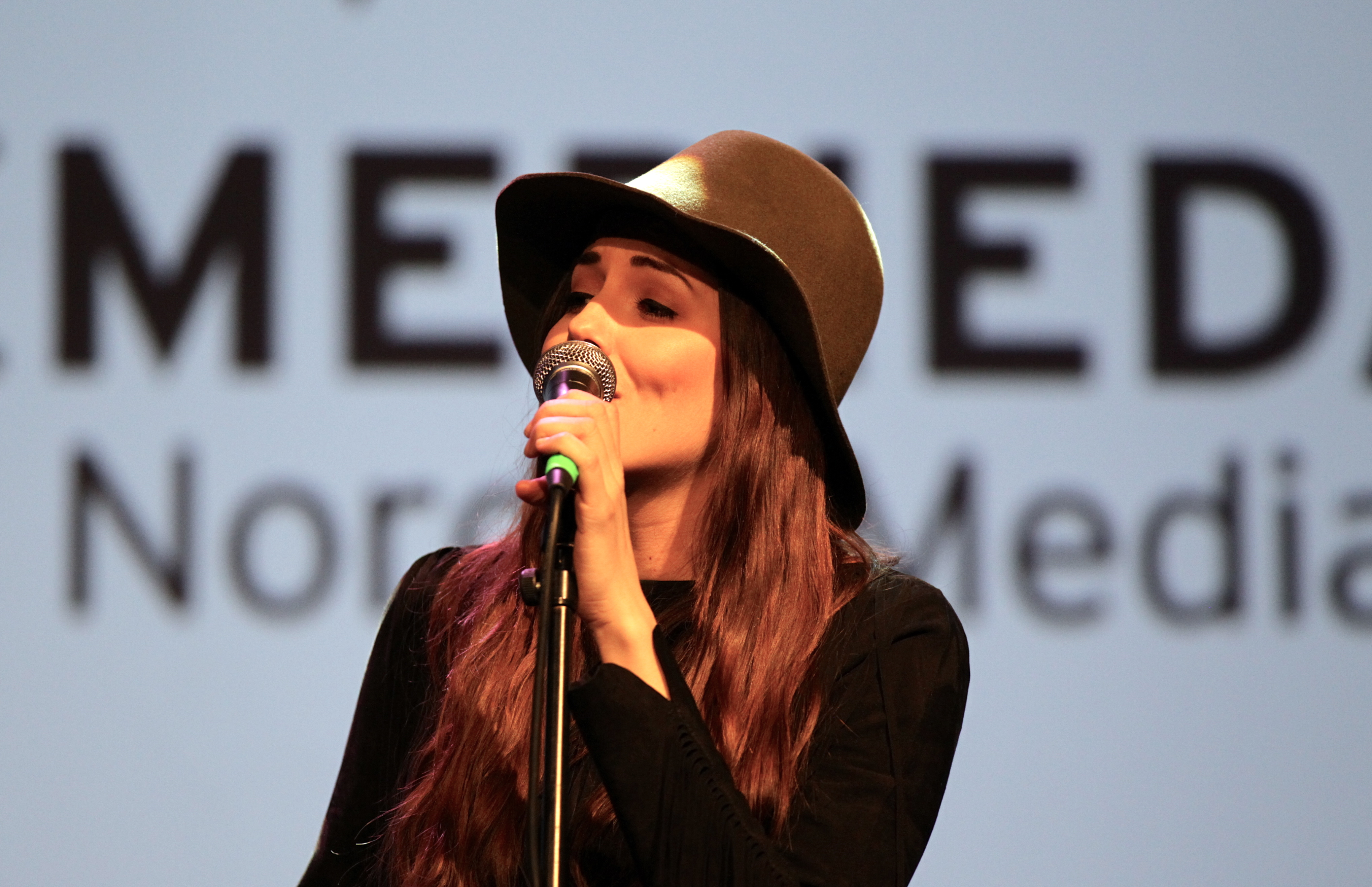
Меріон Райвен (2013) виступає під час Nordic Media Days.

### «The Big Room»
У 2002 році дівчата випустили свій другий альбом «The Big Room», який вважався зрілішим, менш поп-орієнтованим у звучанні. Першим синглом з альбому стала композиція «Everything», що досягла 6 місця в чарті в Норвегії та 27 в Австралії. Другий сингл «What You Do About Me» був менш успішним, досяг 46 місця в чарті Австралії. Інший трек «Do not» вийшов як рекламний сингл в Сполучених Штатах. Давши позитивний огляд синглу, Чак Тейлор сказав, що розчарування показує відсутність успіху в чартах синглів M2M в Америці, з огляду на те, що талант дуету «сяє, як маяк високо в небі». Просування для їхнього другого альбому включало появу у 100 епізоді Dawson's Creek. Після появи, вони розглядалися для регулярних ролей в тодішньому майбутньому Доусон-Крік, який виходив із серії «Молоді американці», і незабаром після цього вони були обрані і прессекретарями концертної серії Pantene Pro-Voice — конкурсу талантів що сприяв розвитку молодих жінок-авторів пісень в Сполучених Штатах. M2M були обрані для відкриття туру Jewel «This Way», який розпочався 14 червня 2002 року.

### Розпад
Попри те, що альбом «The Big Room» був визнаний критиками, він не став успішним, як їх перший альбом. В середині свого туру з Jewel, в липні M2M були зняті з участі в турі їх лейблом, що призвело до зниження продажів альбому, якого в той час продали близько 100 000 копій в Америці. Вражені та розчаровані таким рішенням, дівчата повернулися до Норвегії і припинили виступати разом. Райвен негайно запропонували сольний контракт з Atlantic Records, хоча пізніше вона відмовилася від цієї пропозиції.
В інтерв'ю в 2007 році, Маріт Ларсен сказала, що розпад дуету був мирним, «коли [вони] вирішили, що це повинно було закінчитися, це дійсно мало закінчитися», додавши «ми почали тягнути одна одну в різні музичні напрямки, тому що я хотіла створювати дійсно хорошу попмузику, а Меріон хотіла виконувати рок». 2013 року Райвен сказала, що вона і Маріт завжди казали одна одній, що будуть продовжувати виступати разом, поки їм добре буде проводити час, і дует розпався, тому що вже не було добре, а також сказала, що вони були нерозлучними дітьми, а у 18 стали зовсім іншими.
Найбільший альбом хітів «The Day You Went Away: The Best of M2M» (2003) вийшов після розпаду M2M. Було продану більше 2 мільйонів копій альбому.

### Сольна кар'єра

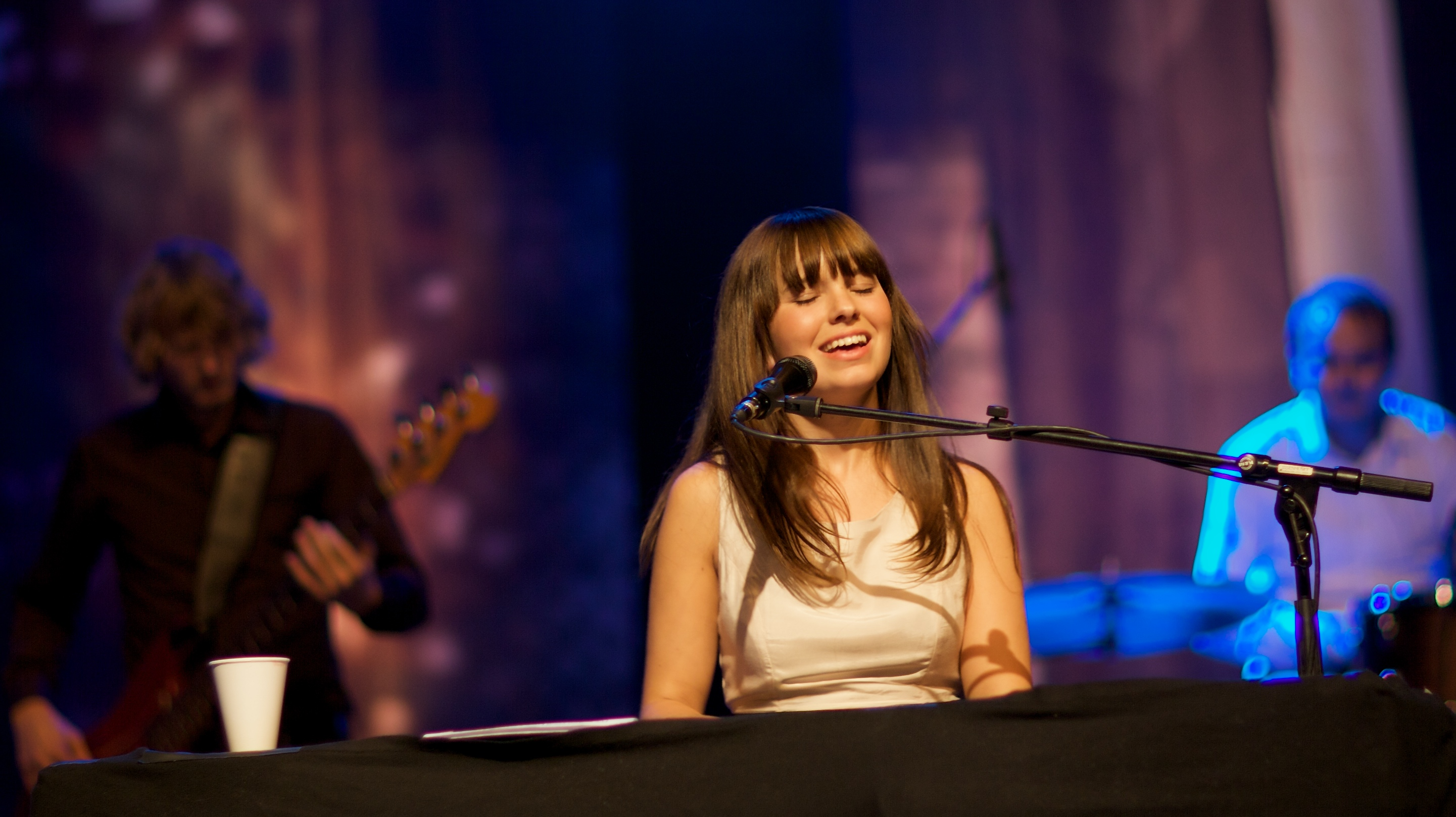
Маріт Ларсен виконує пісню на концерті в Ibsenhuset (Норвезький культурний центр в місті в Шієн)

І Маріт, і Меріон продовжують займатися сольною кар'єрою. Меріон Райвен випустила свій дебютний сольний альбом «Here I Am» в 2005 році — альтернативний рок-альбом, який вважається серйозною зміною в її музичному стилі порівняно з M2M. Її дебютний сингл «Break You» (2005) залишається найкращою піснею співачки, що досягла 9-го місця в чарті Норвегії. 2006 року вона виконала з Мітом Лоуфом на пісню «It's All Coming Back To Me Now», яка отримала міжнародний успіх, включаючи 1 місце в чарті Норвегії.
Маріт Ларсен випустила свій дебютний сольний альбом «Under the Surface» в 2006 році. К. Росс Хоффман з AllMusic сказав, що альбом певною мірою належить до «народної музики, поп та кантрі». Четвертий студійний альбом співачки «When The Morning Comes» вийшов в 2014 році. Три з її синглів досягли 1 місця в чарті Норвегії, в тому числі «If a Song Could Get Me You», який також посів перше місце в Німеччині та Австрії.

## Критика та музичний стиль
M2M написали безліч власних пісень і власноруч грали на своїх інструментах, навіть під час концертів, що вважається рідкісним явищем серед підлітків-поп-артистів. 1999 року Рон Шапіро з Atlantic Records сказав: «З самого початку було незвично те, що у дівчат був неймовірно доступний і сучасно візуальний поп-звук для того, що відбувається сьогодні, в поєднанні з дійсно органічною піснею і музичними інструментами (…) Рідко можна знайти справжніх сучасних виконавців поп-музики, які також є надзвичайно досвідченими виконавцями живих виступів і талановитими композиторами». У тому ж році Stephanie McGrath з AllPop.com заявила, що музика M2M «дихає свіжим, грубим норвезьким повітрям в світ поп-музики, в якій домінують Брітні Спірс і хлопці з групи Orlando», зазначивши, що замість типових підлітків, які співають про справжнє кохання або цукерки, пісні M2M про те, що «ми повинні обдумувати свої вчинки або не зраджувати друзів». Розглядаючи «Shades of Purple» Майкл Паолетті з Billboard сказав, що треки альбому показують «приправлений стиль співу, який, відверто кажучи, є антитезою підліткових почуттів, як у Брітні Спірс», альбом «Shades of Purple» готовий стати саундтреком весни/літа 2000 року.
Дует M2M записав «The Big Room» всього за шість днів, заявивши, що вони хочуть бути такими, як The Beatles або Simon&Garfunkel, які також швидко записували свої альбоми. Коментуючи «The Big Room», Карен Тай з Herald Sun похвалила M2M за використання «мелодій і замислених слів» замість того, щоб показувати одяг для просування групи в центр уваги, як роблять багато інших їх поп-колег. M2M описав свій другий альбом як «органічний поп», оскільки вони використовували всі реальні інструменти в записах, в той час як більшість виконавців користуються комп'ютеризованими для записування альбомів.

## Дискографія

### Студійні альбоми
| Synger Kjente Barnesanger (як Marit & Marion)                              | - Дата виходу: 1996 - Лейбл: EMI Norway           | —  | —  | —  |
| Shades of Purple                                                           | - Дата виходу: 7 березня2000 - Лейбл: Atlantic    | 7  | 63 | 89 |
| The Big Room                                                               | - Дата виходу: 9 листопада 2001 - Лейбл: Atlantic | 16 | 61 | —  |
| «—» альбом, який не потрапив у чарти, або не був виданий на цій території. |                                                   |    |    |    |

### Музичні збірки
| Назва                                  | Деталі                                           |
| -------------------------------------- | ------------------------------------------------ |
| The Day You Went Away: The Best of M2M | - Дата виходу: 15 березня 2003 - Лейбл: Atlantic |

### Сингли
| Назва                                                                     | Рік  | Найвищі позиції в чартах | Найвищі позиції в чартах | Найвищі позиції в чартах | Найвищі позиції в чартах | Найвищі позиції в чартах | Найвищі позиції в чартах | Найвищі позиції в чартах | Найвищі позиції в чартах | Найвищі позиції в чартах | Найвищі позиції в чартах | Найвищі позиції в чартах | Сертиіфікації                 | Альбом           |
| Назва                                                                     | Рік  | Норвегія                 | Австралія                | Італія                   | Канада                   | Франція                  | Нідерланди               | Нова Зеландія            | Швейцарія                | Велика Британія          | США 100                  | США Dance                | Сертиіфікації                 | Альбом           |
| ------------------------------------------------------------------------- | ---- | ------------------------ | ------------------------ | ------------------------ | ------------------------ | ------------------------ | ------------------------ | ------------------------ | ------------------------ | ------------------------ | ------------------------ | ------------------------ | ----------------------------- | ---------------- |
| «Don't Say You Love Me»                                                   | 1999 | 2                        | 4                        | 27                       | 12                       | 21                       | 16                       | 4                        | 17                       | 16                       | 21                       | —                        | - ARIA: Золото - RIAA: Золото | Shades of Purple |
| «Mirror Mirror»                                                           | 2000 | —                        | 30                       | —                        | 13                       | —                        | —                        | —                        | —                        | —                        | 62                       | 18                       | - RIAA: Золото                | Shades of Purple |
| «Everything You Do»                                                       | 2000 | —                        | —                        | —                        | —                        | —                        | —                        | —                        | —                        | —                        | —                        | 21                       |                               | Shades of Purple |
| «Everything»                                                              | 2002 | 6                        | 27                       | 37                       | —                        | —                        | —                        | 44                       | —                        | —                        | —                        | —                        |                               | The Big Room     |
| «What You Do About Me»                                                    | 2002 | —                        | 46                       | —                        | —                        | —                        | —                        | —                        | —                        | —                        | —                        | —                        |                               | The Big Room     |
| «—» сингл, який не потрапив у чарти, або не був виданий на цій території. |      |                          |                          |                          |                          |                          |                          |                          |                          |                          |                          |                          |                               |                  |

## Нагороди та номінації
| Year | Нагорода                     | Категорія                 | Одержувач                 | Результата |
| ---- | ---------------------------- | ------------------------- | ------------------------- | ---------- |
| 1996 | Spellemannprisen             | Best Children's Album     | Synger Kjente Barnesanger | Номінація  |
| 2000 | Spellemannprisen             | Best Pop Album            | Shades of Purple          | Номінація  |
| 2000 | Spellemannprisen             | Song of the Year          | «Don't Say You Love Me»   | Номінація  |
| 2001 | Spellemannprisen             | Best Group                | M2M                       | Номінація  |
| 2001 | 2001 Mnet Asian Music Awards | Best International Artist | M2M                       | Номінація  |
| 2002 | 2002 MTV Asia Awards         | Favorite Pop Act          | M2M                       | Номінація  |